# MLB All-Star Game 2003
MLB All-Star Game 2003 – 74. Mecz Gwiazd ligi MLB, który odbył się 15 lipca 2003 roku na stadionie U.S. Cellular Field w Chicago. Spotkanie zakończyło się zwycięstwem American League All-Stars 7–6. Frekwencja wyniosła 47 609 widzów.
Najbardziej wartościowym zawodnikiem został wybrany Garret Anderson z Anaheim Angels, który zaliczył trzy odbicia, w tym dwupunktowego home runa przy stanie 1–5 dla NL All-Star Team, double’a i single’a.

## Wyjściowe składy
| National League | National League | National League | National League | American League | American League | American League | American League |
| #               | Zawodnik        | Klub            | Pozycja         | #               | Zawodnik        | Klub            | Pozycja         |
| --------------- | --------------- | --------------- | --------------- | --------------- | --------------- | --------------- | --------------- |
| 1               | Edgar Rentería  | Cardinals       | SS              | 1               | Ichiro Suzuki   | Mariners        | RF              |
| 2               | Jim Edmonds     | Cardinals       | CF              | 2               | Alfonso Soriano | Yankees         | 2B              |
| 3               | Albert Pujols   | Cardinals       | LF              | 3               | Carlos Delgado  | Blue Jays       | 1B              |
| 4               | Barry Bonds     | Giants          | DH              | 4               | Alex Rodriguez  | Rangers         | SS              |
| 5               | Gary Sheffield  | Braves          | RF              | 5               | Garret Anderson | Angels          | LF              |
| 6               | Todd Helton     | Rockies         | 1B              | 6               | Edgar Martínez  | Mariners        | DH              |
| 7               | Scott Rolen     | Cardinals       | 3B              | 7               | Hideki Matsui   | Yankees         | CF              |
| 8               | Javy López      | Braves          | C               | 8               | Troy Glaus      | Angels          | 3B              |
| 9               | José Vidro      | Expos           | 2B              | 9               | Jorge Posada    | Yankees         | C               |
|                 | Jason Schmidt   | Giants          | P               |                 | Esteban Loaiza  | White Sox       | P               |

| National League | 0 | 0 | 0 | 0 | 5 | 0 | 1 | 0 | 0 | 6 | 11 | 1 |
| American League | 0 | 0 | 1 | 0 | 0 | 2 | 1 | 3 | X | 7 | 9  | 2 |
| WP: Brendan Donnelly (1–0) LP: Éric Gagné (0–1) SV: Keith Foulke (1) HR: AL: Garrett Anderson (1), Jason Giambi (1), Hank Blalock (1) NL: Todd Helton (1), Andruw Jones (1) |   |   |   |   |   |   |   |   |   |   |    |   |

## Składy
| Miotacze - Lance Carter (1) - Roger Clemens (9) - Brendan Donnelly (1) - Keith Foulke (1) - Eddie Guardado (2) - Shigetoshi Hasegawa (1) - Esteban Loaiza (1) - Mike MacDougal (1) - Jamie Moyer (1) - Mark Mulder (1) - CC Sabathia (1) - Barry Zito (2) Łapacze - Ramón Hernández (1) - Jorge Posada (4) - Jason Varitek (1) Designated hitters - Carl Everett (2) - Edgar Martínez (6) |  | Wewnątrzpolowi - Hank Blalock (1) - Bret Boone (3) - Carlos Delgado (2) - Nomar Garciaparra (5) - Jason Giambi (4) - Troy Glaus (3) - Alex Rodriguez (7) - Alfonso Soriano (2) - Mike Sweeney (4) Zapolowi - Garrett Anderson (2) - Hideki Matsui (1) - Melvin Mora (1) - Magglio Ordóñez (4) - Manny Ramirez (7) - Ichiro Suzuki (3) - Vernon Wells (1) - Dmitri Young (1) |  | Menadżer - Mike Scioscia Trenerzy - Ron Gardenhire - Jerry Manuel Honorowy kapitan - Luis Aparicio |

| Miotacze - Armando Benítez (1) - Kevin Brown (6) - Shawn Chacón (1) - Éric Gagné (2) - Russ Ortiz (1) - Mark Prior (1) - Jason Schmidt (1) - John Smoltz (6) - Billy Wagner (3) - Mike Williams (2) - Woody Williams (1) - Dontrelle Willis (1) - Randy Wolf (1) - Kerry Wood (1) Łapacze - Paul Lo Duca (1) - Javy López (3) |  | Wewnątrzpolowi - Aaron Boone (1) - Luis Castillo (2) - Rafael Furcal (1) - Marcus Giles (1) - Todd Helton (4) - Mike Lowell (2) - Edgar Rentería (3) - Scott Rolen (2) - Richie Sexson (2) - José Vidro (3) Zapolowi - Barry Bonds (12) - Jim Edmonds (3) - Luis Gonzalez (4) - Geoff Jenkins (1) - Andruw Jones (3) - Albert Pujols (2) - Gary Sheffield (7) - Rondell White (1) - Preston Wilson (1) |  | Menadżer - Dusty Baker Trenerzy - Tony La Russa - Lloyd McClendon Honorowy kapitan - Gary Carter |

- W nawiasie podano liczbę powołań do All-Star Game.

## All-Star Final Vote
| Zawodnik        | Klub                          | Pozycja         | Zawodnik        | Klub                 | Pozycja         |
| American League | American League               | American League | National League | National League      | National League |
| --------------- | ----------------------------- | --------------- | --------------- | -------------------- | --------------- |
| Jason Varitek   | Boston Red Sox                | C               | Geoff Jenkins   | Milwaukee Brewers    | LF              |
| Frank Thomas    | Chicago White Sox             | DH              | Benito Santiago | San Francisco Giants | C               |
| Jason Giambi    | New York Yankees              | 1B              | Kenny Lofton    | Pittsburgh Pirates   | CF              |
| Eric Byrnes     | Oakland Athletics             | OF              | Orlando Cabrera | Montreal Expos       | SS              |
| Bengie Molina   | Los Angeles Angels of Anaheim | C               | Luis Castillo   | Florida Marlins      | 2B              |

## Home Run Derby
| U.S. Cellular Field, Chicago – AL 47, NL 39 | U.S. Cellular Field, Chicago – AL 47, NL 39 | U.S. Cellular Field, Chicago – AL 47, NL 39 | U.S. Cellular Field, Chicago – AL 47, NL 39 | U.S. Cellular Field, Chicago – AL 47, NL 39 | U.S. Cellular Field, Chicago – AL 47, NL 39 |
| Zawodnik                                    | Klub                                        | Runda 1                                     | Półfinały                                   | Finały                                      | Suma                                        |
| ------------------------------------------- | ------------------------------------------- | ------------------------------------------- | ------------------------------------------- | ------------------------------------------- | ------------------------------------------- |
| Garret Anderson                             | Angels                                      | 7                                           | 6                                           | 9                                           | 22                                          |
| Albert Pujols                               | Cardinals                                   | 4                                           | 14                                          | 8                                           | 26                                          |
| Jason Giambi                                | Yankees                                     | 12                                          | 11                                          | –                                           | 23                                          |
| Jim Edmonds                                 | Cardinals                                   | 4                                           | 4                                           | –                                           | 8                                           |
| Gary Sheffield                              | Braves                                      | 4                                           | –                                           | –                                           | 4                                           |
| Carlos Delgado                              | Blue Jays                                   | 2                                           | –                                           | –                                           | 2                                           |
| Richie Sexson                               | Brewers                                     | 1                                           | –                                           | –                                           | 1                                           |
| Bret Boone                                  | Mariners                                    | 0                                           | –                                           | –                                           | 0                                           |